# Fright Night
Fright Night er en amerikansk film fra 2011 instrueret af Craig Gillespie.

## Medvirkende
- Anton Yelchin som Charley Brewster
- Colin Farrell som Jerry Dandrige
- Toni Collette som Jane Brewster
- David Tennant som Peter Vincent
- Imogen Poots som Amy Peterson
- Christopher Mintz-Plasse som 'Evil' Ed Thompson
- Dave Franco som Mark
- Reid Ewing som Ben
- Will Denton som Adam
- Sandra Vergara som Ginger